# Karate-Europameisterschaften 2011

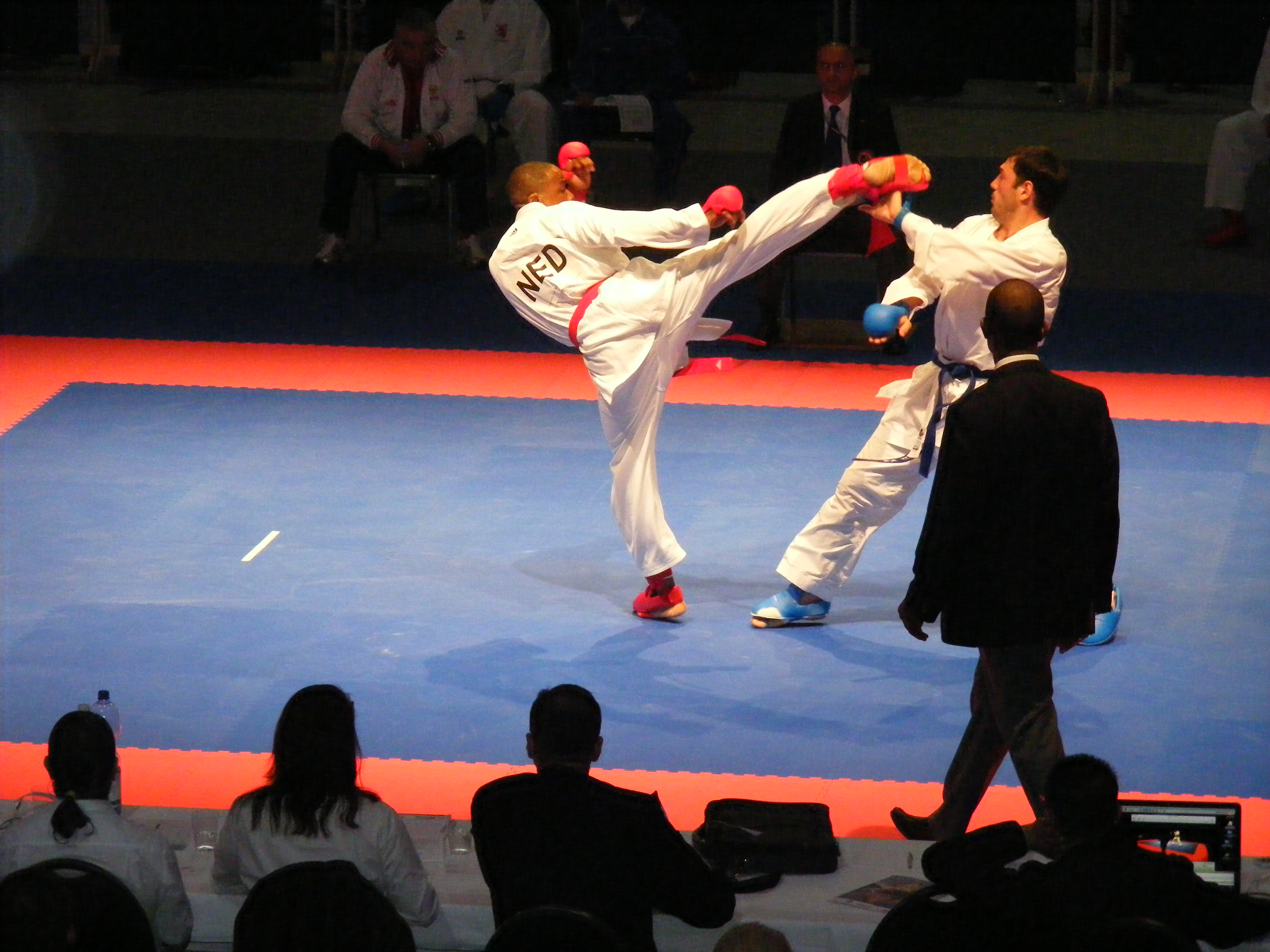
Kumite

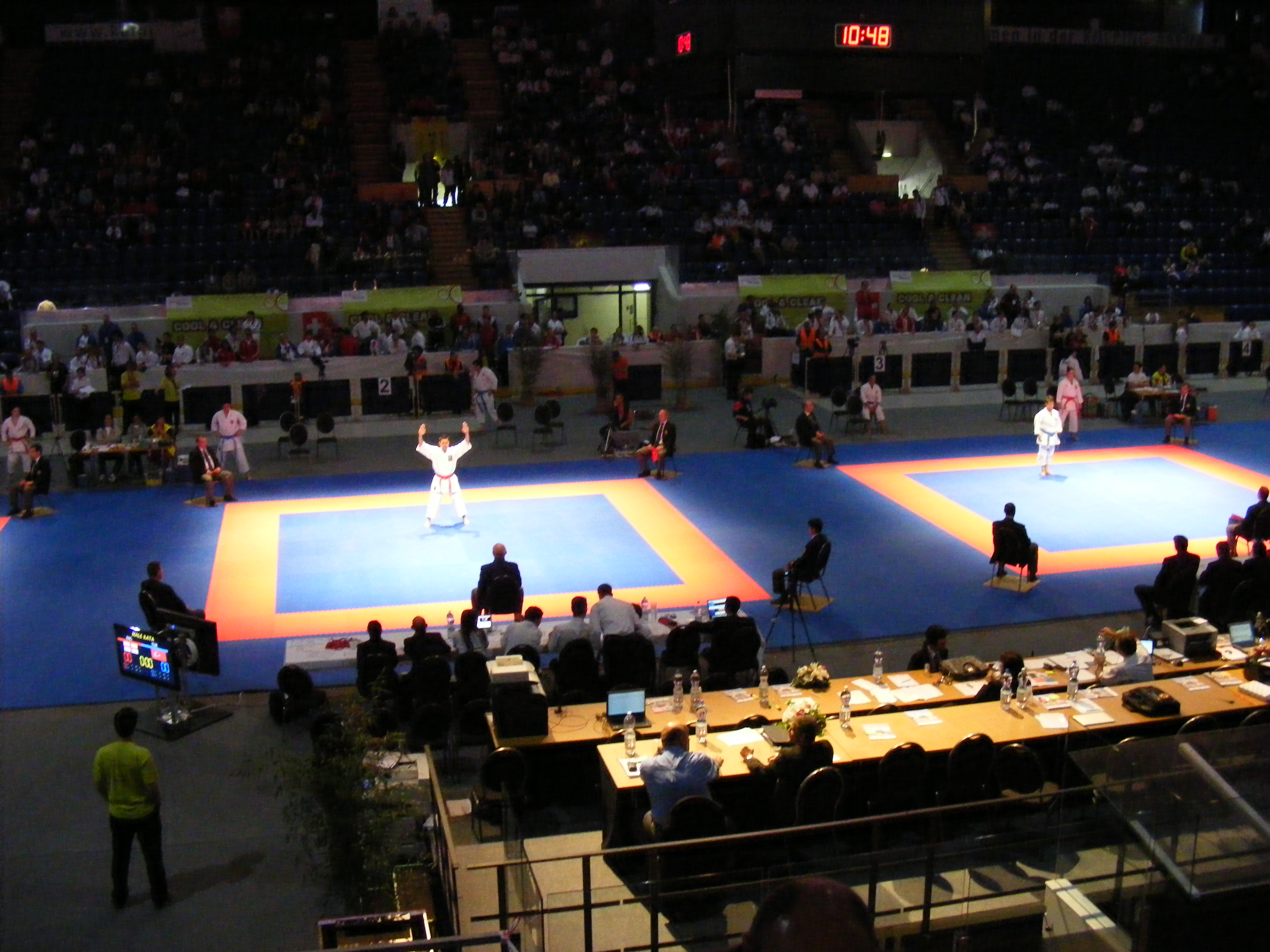
Kata

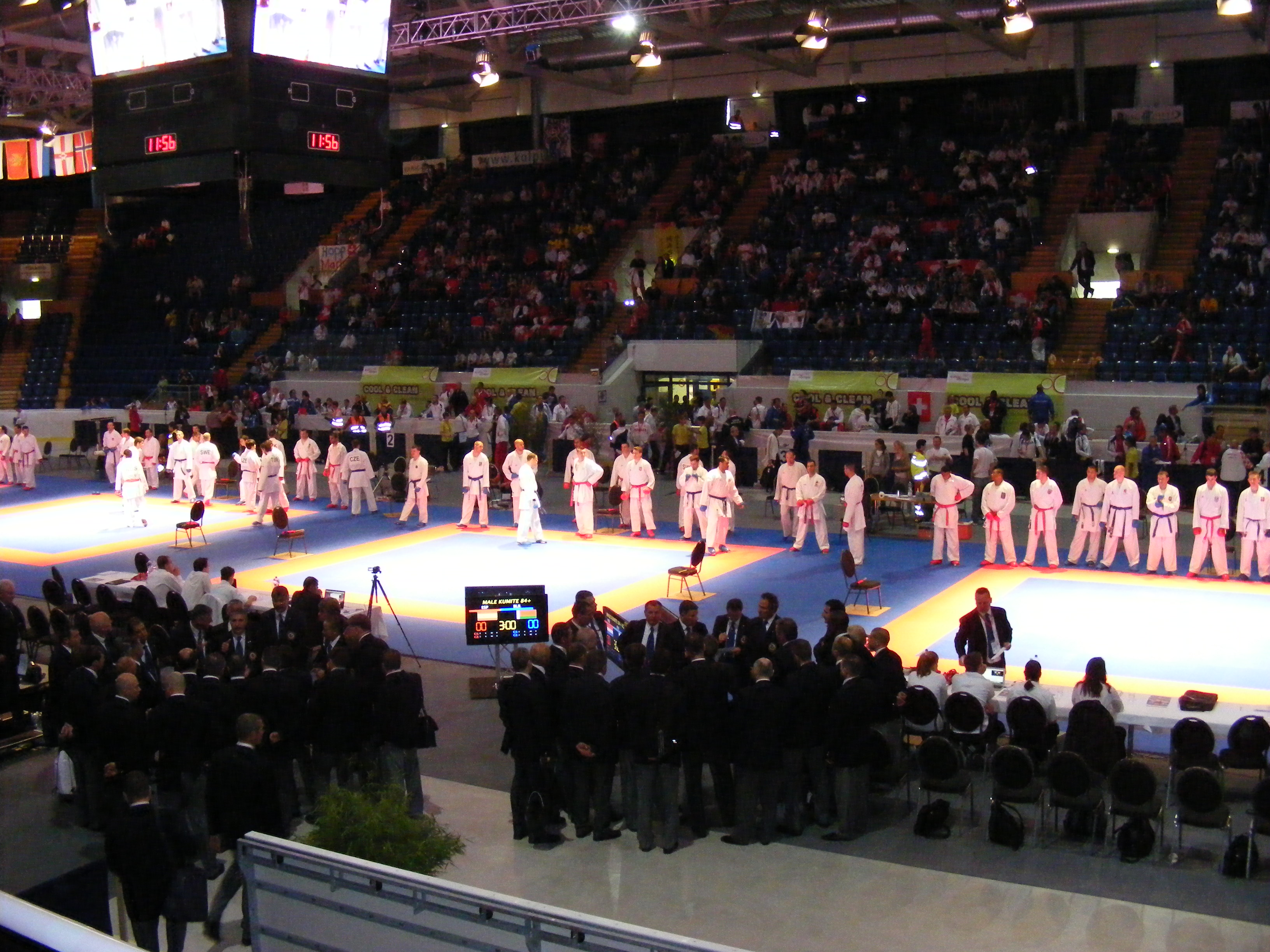
Präsentation der Karatekas

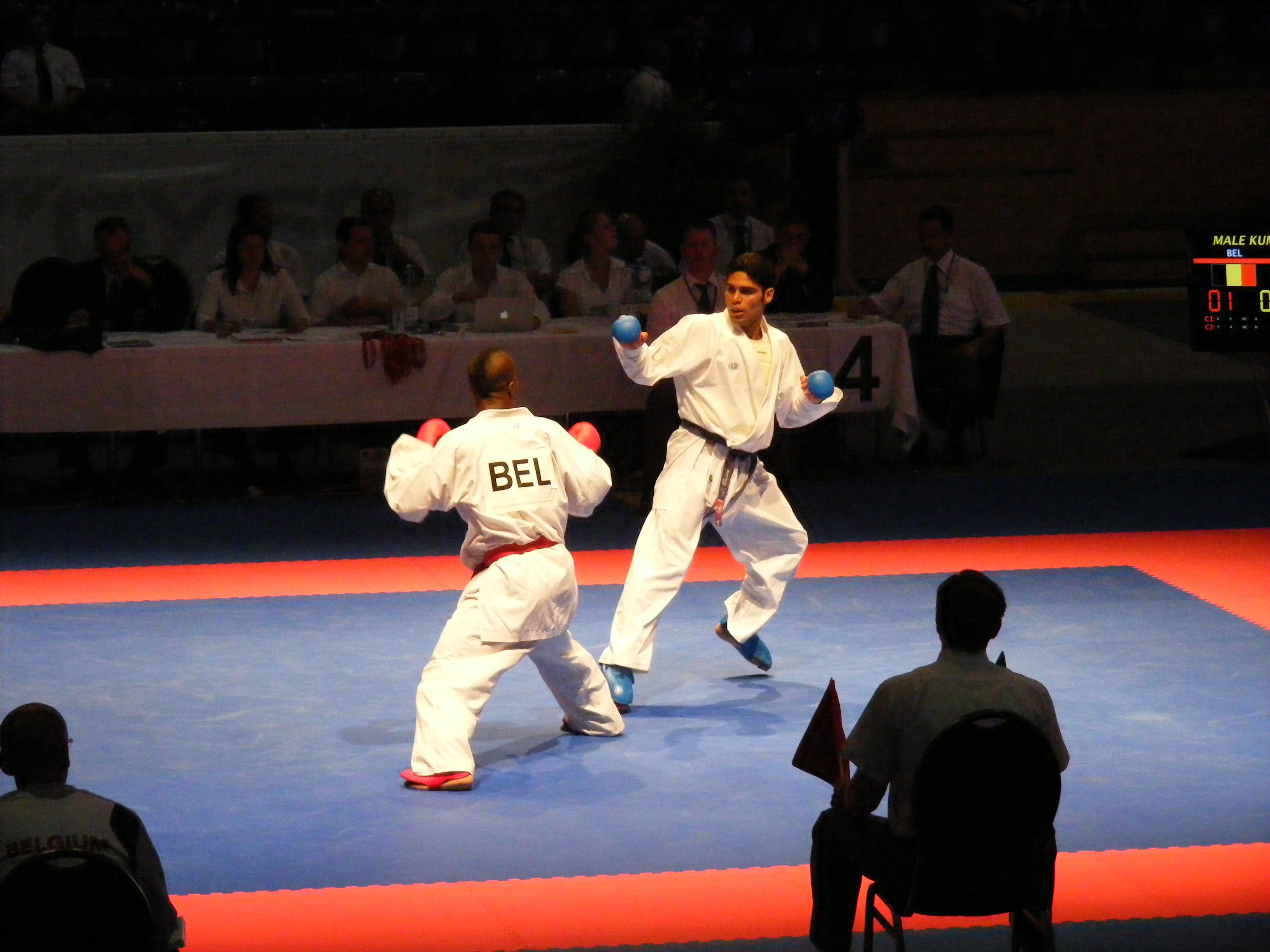
Italien vs. Belgien

Die EKF European Karate Championships 2011 waren die 46. Karate-Europameisterschaften. Sie wurden vom 6. bis 8. Mai 2011 in der Kolping Arena in Kloten bei Zürich ausgetragen. Insgesamt nahmen 472 Karatekas aus 45 Ländern teil. Ausserdem waren über 200 Kampfrichter akkreditiert. Nach 1978 in Genf war dies die zweite Karate-Europameisterschaft in der Schweiz.

## Medaillen

### Herren Einzel
| Event         | Gold                    | Silber             | Bronze                                       |
| ------------- | ----------------------- | ------------------ | -------------------------------------------- |
| Kata          | Luca Valdesi            | Damián Quintero    | Vu Duc Minh Dack Dejan Pajkic                |
| Kumite -60 kg | Michele Giuliani        | Johan Lopes        | Alexander Heimann Aykut Kaya                 |
| Kumite -67 kg | Dimitrios Triantafyllis | Ciro Massa         | Kujtim Bajrami William Rolle                 |
| Kumite -75 kg | René Smaal              | Luigi Busa         | Rəfael Ağayev Michael Georgios Tzanos        |
| Kumite -84 kg | Slobodan Bitević        | Salvatore Loria    | Bleart Amagjekaj Jean-Christophe Taumotekava |
| Kumite +84 kg | Jonathan Horne          | Stefano Maniscalco | Ricardo Barbero Pero Vucic                   |

### Herren Team
| Event  | Gold         | Silber     | Bronze            |
| ------ | ------------ | ---------- | ----------------- |
| Kata   | Italien      | Spanien    | Frankreich Türkei |
| Kumite | Griechenland | Frankreich | Italien Kroatien  |

### Damen Einzel
| Event         | Gold                | Silber              | Bronze                             |
| ------------- | ------------------- | ------------------- | ---------------------------------- |
| Kata          | Yaiza Martin Abello | Sandy Scordo        | Patricia Esparteiro Mirna Šenjug   |
| Kumite -50 kg | Serap Özçelik       | Elana Ponomareva    | Desirée Christiansen Bettina Plank |
| Kumite -55 kg | Natasa Ilievska     | Jelena Kovačević    | Stephanie Barre Monika Visnovska   |
| Kumite -61 kg | Diana Schwab        | Laura Pasqua        | Alisa Buchinger Lolita Dona        |
| Kumite -68 kg | Fanny Clavien       | Irene Colomar Costa | Laura Pradelli Ivona Tubić         |
| Kumite +68 kg | Nadège Ait-Ibrahim  | Radka Krejčová      | Ana-Marija Celan Tamara Filipovic  |

### Damen Team
| Event  | Gold    | Silber     | Bronze                 |
| ------ | ------- | ---------- | ---------------------- |
| Kata   | Spanien | Italien    | Frankreich Deutschland |
| Kumite | Spanien | Frankreich | Niederlande Serbien    |

## Medaillenspiegel
| Platz | Land           | Gold | Silber | Bronze | Gesamt |
| ----- | -------------- | ---- | ------ | ------ | ------ |
| 1     | Italien        | 3    | 6      | 1      | 10     |
| 2     | Spanien        | 3    | 3      | 1      | 7      |
| 3     | Griechenland   | 2    | 0      | 1      | 3      |
|       | Schweiz        | 2    | 0      | 1      | 3      |
| 5     | Frankreich     | 1    | 4      | 7      | 12     |
| 6     | Deutschland    | 1    | 0      | 3      | 4      |
|       | Serbien        | 1    | 0      | 3      | 4      |
| 8     | Türkei         | 1    | 0      | 2      | 3      |
| 9     | Niederlande    | 1    | 0      | 1      | 2      |
| 10    | Nordmazedonien | 1    | 0      | 0      | 1      |
| 11    | Kroatien       | 0    | 1      | 5      | 6      |
| 12    | Tschechien     | 0    | 1      | 0      | 1      |
|       | Russland       | 0    | 1      | 0      | 1      |
| 14    | Österreich     | 0    | 0      | 2      | 2      |
| 15    | Aserbaidschan  | 0    | 0      | 1      | 1      |
|       | Belgien        | 0    | 0      | 1      | 1      |
|       | Portugal       | 0    | 0      | 1      | 1      |
|       | Slowakei       | 0    | 0      | 1      | 1      |
|       | Schweden       | 0    | 0      | 1      | 1      |
| Total | Total          | 16   | 16     | 32     | 64     |